# Таласский Ала-Тоо

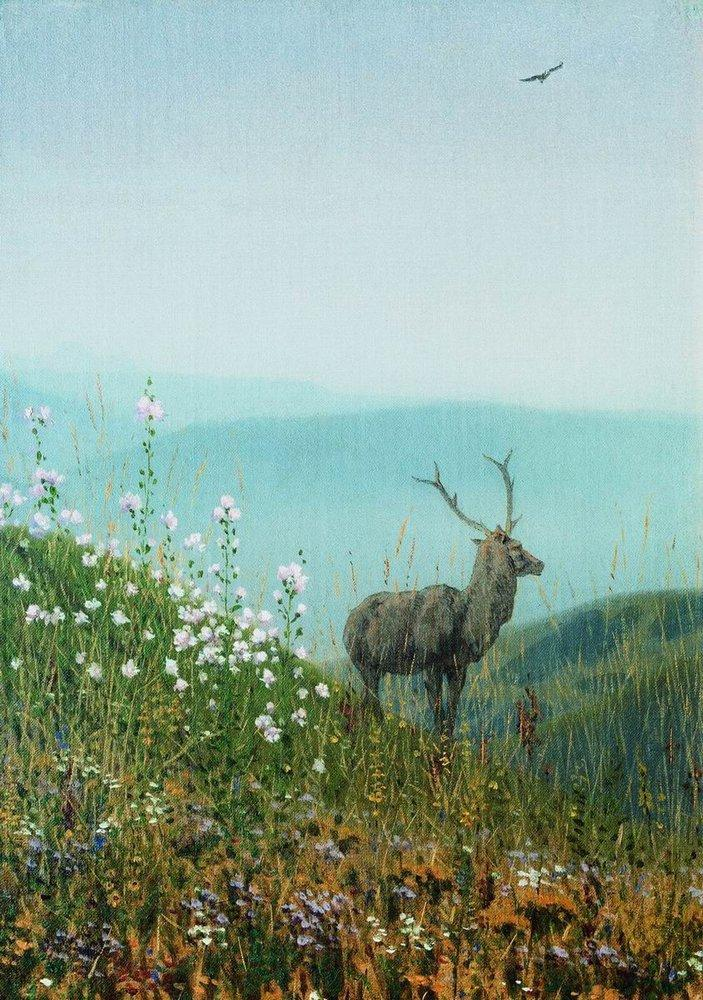
В горах Алатау. Картина русского художника Верещагина, 1870

Тала́сский Ала́-То́о, Тала́сский Алата́у (кирг. Талас Ала-Тоосу, каз. Талас Алатауы) — горный хребет, находящийся в системе Западного Тянь-Шаня. Его большая часть расположена на территории Кыргызстана, а часть в южном Казахстане. Этот хребет отделяет Таласскую долину от других хребтов и долин Западного Тянь-Шаня и западной части так называемого Внутреннего Тянь-Шаня.
Длина Таласского Ала-Тоо составляет около 270 км, наиболее высокие пики до 4482 м — гора Манас. На высоте 3415 м находится перевал Карабура, через который проходят туристические маршруты Западного Тянь-Шаня.
Геологическое строение хребта представлено преимущественно метаморфическими сланцами и гранитами, образующими скалистый гребень. На части территории хребта имеются ледники, питающие реки Талас и Арысь. В отрогах Таласского Ала-Тоо берут своё начало реки, которые впоследствии образуют реку Пскем.
Имеются каменистые высокогорья и высокогорные альпийские луга, с характерной растительностью (субальпийских и альпийских лугов и лесостепей), на которых производится выпас скота.
В западной оконечности Таласского Алатау на территории Тюлькубасского, Толебийского и Байдибекского районов Южно-Казахстанской области, а также в Жуалынском районе Жамбылской области Казахстана на общей площади в 128 118 га расположен Аксу-Жабаглинский государственный природный заповедник c каньоном Аксу, имеющим глубину около 1800 метров.
В точке примыкания Майдантальского хребта расположен стык границ Кыргызстана, Узбекистана и Казахстана.